# Benito Soliven
Benito Soliven  es un municipio filipino de cuarta categoría perteneciente a  la provincia de La Isabela en la región administrativa de Valle del Cagayán.

## Geografía
Tiene una extensión superficial de 184.40 km² y según el censo del 2007, contaba con una población de 25.151 habitantes y 4.418 hogares; 27.337 habitantes el día primero de mayo de 2010

### Barangayes
Benito Soliven se divide administrativamente en 29 barangayes o barrios, 26 de  carácter rural y tres de carácter urbano.
| - Andabuen - Ara - Binogtungan - Capuseran (Capurocan) - Dagupan - Danipa - Distrito II (Pob.) - Gomez - Guilingan | - La Salette - Makindol - Maluno Norte - Maluno Sur - Nacalma - Nuevo Magsaysay - Distrito I (Población) - Punit - San Carlos - San Francisco | - Santa Cruz - Sevillana - Sinipit - Lucban - Villaluz - Yeban Norte - Yeban Sur - Santiago - Placer - Balliao |

## Historia
El nombre de este municipio recuerda la figura de Benito T. Soliven,  congresista por Santo Domingo de Ilocos (Ciudad Fernandina) durante el período de la  Mancomunidad Filipina o Estado Libre Asociado.